# Phan Rang–Tháp Chàm
Phan Rang–Tháp Chàm vietnámi város, Ninh Thuận tartomány székhelye. Népessége 161 000 fő (2004), amiből 91 000 (2004) él a belvárosban. A vietnámi háború idején a városban egy amerikai katonai repülőtér üzemelt. A repülőteret még a japánok hozták létre a második világháború ideje alatt, amit később a franciák is használtak.